# Leonid Arkad'evič Kostandov
Leonid Arkad'evič Kostandov (in russo Леонид Аркадьевич Костандов?; Kerki, 27 novembre 1915, 14 novembre del calendario giuliano – Lipsia, 5 settembre 1984) è stato un politico sovietico.

## Biografia
Nato nell'allora emirato di Bukhara, studiò dal 1934 al 1940 all'Istituto di meccanica chimica di Mosca, dopodiché lavorò come ingegnere nella fabbrica elettrochimica di Čirčik, nella RSS Uzbeka, dove ricoprì vari ruoli dirigenziali. Dal 1953 fu direttore del reparto dell'industria dell'azoto del Ministero dell'industria chimica dell'URSS, quindi vicepresidente e poi presidente del comitato statale per la chimica presso il Consiglio dei ministri dell'Unione Sovietica e presso il Gosplan. Membro del Comitato Centrale del PCUS, fu dal 1965 al 1980 Ministro dell'industria chimica e dal 1980 vicepresidente del Consiglio di ministri.